# Parámetros de Lamé
En elasticidad lineal, los parámetros de Lamé son dos constantes elásticas que caracterizan por completo el comportamiento elástico lineal de un sólido isótropo en pequeñas deformaciones. Estos dos parámetros se designan como:
- λ, conocido como primer parámetro de Lamé.
- G, el módulo de elasticidad transversal, módulo de cizalladura, módulo de corte o segundo parámetro de Lamé. También denotado por la letra μ.

La ecuación constitutiva de un material elástico lineal homogéneo e isótropo, llamada ley de Hooke viene dada en 3D por la expresión general:

{\displaystyle {\boldsymbol {\sigma }}=2G{\boldsymbol {\varepsilon }}+\lambda \;\mathrm {tr} ({\boldsymbol {\varepsilon }})\mathbf {I} }

donde σ es la tensión, ε el tensor de deformación, la {\displaystyle \scriptstyle I} la matriz identidad y {\displaystyle \scriptstyle \mathrm {tr} (\cdot )} la función traza. 
El primer parámetro λ no tiene una interpretación física directa o simple, pero sirve para simplificar la matriz de rigidez en la ley de Hooke. Los dos parámetros juntos constituyen una parametrización del módulo de elasticidad para medios isótropos homogéneos, y están así relacionados con los otros módulos de elasticidad.
Los parámetros reciben su nombre en honor a Gabriel Lamé.

## Fórmulas de conversión
| Fórmulas de conversión | Fórmulas de conversión                              | Fórmulas de conversión                | Fórmulas de conversión                              | Fórmulas de conversión                   | Fórmulas de conversión                                    | Fórmulas de conversión                           | Fórmulas de conversión                               | Fórmulas de conversión                         | Fórmulas de conversión                   | Fórmulas de conversión                |
| --- | --------------------------------------------------- | ------------------------------------- | --------------------------------------------------- | ---------------------------------------- | --------------------------------------------------------- | ------------------------------------------------ | ---------------------------------------------------- | ---------------------------------------------- | ---------------------------------------- | ------------------------------------- |
| Los materiales elásticos lineales isótropos homogéneos tienen sus propiedades elásticas únicamente determinadas por dos módulos cualesquiera de los especificados anteriormente, por lo tanto, cualquier otro módulo de elasticidad puede ser calculado de acuerdo a estas fórmulas. |                                                     |                                       |                                                     |                                          |                                                           |                                                  |                                                      |                                                |                                          |                                       |
| | {\displaystyle (\lambda ,\,G)}                      | {\displaystyle (E,\,G)}               | {\displaystyle (K,\,\lambda )}                      | {\displaystyle (K,\,G)}                  | {\displaystyle (\lambda ,\,\nu )}                         | {\displaystyle (G,\,\nu )}                       | {\displaystyle (E,\,\nu )}                           | {\displaystyle (K,\,\nu )}                     | {\displaystyle (K,\,E)}                  | {\displaystyle (M,\,G)}               |
| {\displaystyle K=\,} | {\displaystyle \lambda +{\frac {2G}{3}}}            | {\displaystyle {\frac {EG}{3(3G-E)}}} |                                                     |                                          | {\displaystyle \lambda {\frac {1+\nu }{3\nu }}}           | {\displaystyle {\frac {2G(1+\nu )}{3(1-2\nu )}}} | {\displaystyle {\frac {E}{3(1-2\nu )}}}              |                                                |                                          | {\displaystyle M-{\frac {4G}{3}}}     |
| {\displaystyle E=\,} | {\displaystyle G{\frac {3\lambda +2G}{\lambda +G}}} |                                       | {\displaystyle 9K{\frac {K-\lambda }{3K-\lambda }}} | {\displaystyle {\frac {9KG}{3K+G}}}      | {\displaystyle {\frac {\lambda (1+\nu )(1-2\nu )}{\nu }}} | {\displaystyle 2G(1+\nu )\,}                     |                                                      | {\displaystyle 3K(1-2\nu )\,}                  |                                          | {\displaystyle G{\frac {3M-4G}{M-G}}} |
| {\displaystyle \lambda =\,} |                                                     | {\displaystyle G{\frac {E-2G}{3G-E}}} |                                                     | {\displaystyle K-{\frac {2G}{3}}}        |                                                           | {\displaystyle {\frac {2G\nu }{1-2\nu }}}        | {\displaystyle {\frac {E\nu }{(1+\nu )(1-2\nu )}}}   | {\displaystyle {\frac {3K\nu }{1+\nu }}}       | {\displaystyle {\frac {3K(3K-E)}{9K-E}}} | {\displaystyle M-2G\,}                |
| {\displaystyle G=\,} |                                                     |                                       | {\displaystyle 3{\frac {K-\lambda }{2}}}            |                                          | {\displaystyle \lambda {\frac {1-2\nu }{2\nu }}}          |                                                  | {\displaystyle {\frac {E}{2(1+\nu )}}}               | {\displaystyle 3K{\frac {1-2\nu }{2(1+\nu )}}} | {\displaystyle {\frac {3KE}{9K-E}}}      |                                       |
| {\displaystyle \nu =\,} | {\displaystyle {\frac {\lambda }{2(\lambda +G)}}}   | {\displaystyle {\frac {E}{2G}}-1}     | {\displaystyle {\frac {\lambda }{3K-\lambda }}}     | {\displaystyle {\frac {3K-2G}{2(3K+G)}}} |                                                           |                                                  |                                                      |                                                | {\displaystyle {\frac {3K-E}{6K}}}       | {\displaystyle {\frac {M-2G}{2M-2G}}} |
| {\displaystyle M=\,} | {\displaystyle \lambda +2G\,}                       | {\displaystyle G{\frac {4G-E}{3G-E}}} | {\displaystyle 3K-2\lambda \,}                      | {\displaystyle K+{\frac {4G}{3}}}        | {\displaystyle \lambda {\frac {1-\nu }{\nu }}}            | {\displaystyle G{\frac {2-2\nu }{1-2\nu }}}      | {\displaystyle E{\frac {1-\nu }{(1+\nu )(1-2\nu )}}} | {\displaystyle 3K{\frac {1-\nu }{1+\nu }}}     | {\displaystyle 3K{\frac {3K+E}{9K-E}}}   |                                       |